# ETB 2
ETB 2 és el segon canal de televisió de Euskal Telebista (ETB), la televisió basca.
Va néixer l'any 1986, 5 anys després que ETB 1, en una situació d'alegalitat.
La sortida a l'aire de ETB 2 va convertir a Euskal Telebista en el primer ens televisiu autonòmic a tenir dos canals i el primer canal de televisió en castellà fora del monopoli de RTVE, tot i l'oposició del govern espanyol de Felipe Gonzalez. És un canal de contingut generalista íntegrament en castellà. Atenent a l'audiència, tan efectiva com potencial, és el canal més important del grup. En la seva graella no hi ha programes esportius ni infantils o juvenils, que són exclusivament emesos per ETB 1. Tot i això, els programes informatius, amb el Teleberri de la tarda com a estrella, són els més cuidats del grup.
La seva àrea de recepció és tota la Comunitat Autònoma Basca, però també es pot veure en tota Navarra, en els territoris bascos de França -el que es coneix com a Iparralde- i en algunes províncies de les comunitats limítrofes de Cantàbria, Castella i Lleó, La Rioja i Aragó.